# دریاچه چین، شهرستان کرن، کالیفرنیا
دریاچه چین (به انگلیسی: China Lake) یک منطقهٔ مسکونی در ایالات متحده آمریکا است که در شهرستان کرن، کالیفرنیا واقع شده‌است. دریاچه چین ۶۹۰ متر بالاتر از سطح دریا واقع شده‌است.